# Juan V. Aycardi
Juan Vicente Aycardi fue un militar y político colombiano, gobernador del departamento de Panamá desde el 8 de marzo de 1888 hasta agosto de 1893.

## Biografía
Como Gobernador de Panamá, Aycardi mantuvo estrecha colaboración con las autoridades centrales en Bogotá y aprovechó el aumento de las arcas del gobierno, producto de su antecesor, para establecer algunas obras importantes como la línea telegráfica entre la Ciudad de Panamá y algunos pueblos del interior, y la instalación de alumbrado eléctrico en Panamá y Colón.
No obstante, estableció numerosos monopolios, nombró numerosos funcionarios de otros departamentos en detrimento de los istmeños y en 1890 suspendió la publicación de periódicos locales, debido a las críticas hacia el presidente Carlos Holguín Mallarino.
En 1871 fungió como diputado a la Asamblea Legislativa del Estado Soberano de Bolívar por la Provincia de Cartagena y entre 1898 y 1899 fue Gobernador del Departamento de Bolívar.
Sobrino suyo fue el también gobernador de Bolívar Jerónimo Martínez Aycardi.